# Raven Software
Raven Software is een bedrijf dat computerspellen ontwikkelt en is gevestigd in Middleton, Wisconsin. Het bedrijf werd opgericht in 1990 door de broers Brian en Steve Raffel. In 1997 sloten ze een exclusief uitgavecontract af met Activision en werd Raven Software verworven door Activision.
Raven Software werkte vaak samen met id Software en nam uiteindelijk ook de ontwikkeling van het spel Quake 4 over.

## Spellen
- Black Crypt (1992)
- Shadowcaster (1993)
- CyClones (1994)
- Heretic (1994)
- Heretic: Shadow of the Serpent Riders (1994)
- Hexen: Beyond Heretic (1995)
- Hexen: Deathkings of the Dark Citadel (1996)
- Necrodome (1996)
- Mageslayer (1997)
- Take No Prisoners (1997)
- Hexen II (1997)
- Hexen II: Portal of Praevus (1998)
- Heretic II (1998)
- Soldier of Fortune (2000)
- Star Trek: Voyager Elite Force (2000)
- Star Wars Jedi Knight II: Jedi Outcast (2002)
- Soldier of Fortune II: Double Helix (2002)
- Star Wars Jedi Knight: Jedi Academy (2003)
- X-Men Legends (2004)
- X-Men Legends II: Rise of Apocalypse (2005)
- Quake 4 (2005)
- Marvel: Ultimate Alliance (2006)
- Soldier of Fortune: Payback (2008)
- X-men Origins: Wolverine (2009)
- Wolfenstein (2009)
- Singularity (2010)
- Call of Duty: Modern Warfare 3 (2011)
- Call of Duty: Ghosts (2013)
- Call of Duty: Advanced Warfare (2014)
- Call of Duty: Modern Warfare Remastered (2016)
- Call of Duty: Warzone (2020)